# Cat's Eye
Cat's Eye är en amerikansk skräckfilm från 1985 i regi av Lewis Teague. I huvudrollerna ses Drew Barrymore och James Woods. Filmen bygger på tre noveller av Stephen King, "The Ledge", "Quitters, Inc." och "The General".

## Rollista
| Drew Barrymore   | – Our Girl          |
| James Woods      | – Dick Morrison     |
| Alan King        | – Dr. Vinny Donatti |
| Kenneth McMillan | – Cressner          |
| Robert Hays      | – Johnny Norris     |
| Candy Clark      | – Sally Ann         |
| James Naughton   | – Hugh              |
| Tony Munafo      | – Junk              |
| Court Miller     | – Mr. McCann        |
| Russell Horton   | – Mr. Milquetoast   |
| Patricia Benson  | – Mrs. Milquetoast  |
| Mary D'Arcy      | – Cindy             |